# ابومخنف

کتاب تاریخ ابومخنف

أبو مِخنَف لوط بن یحیی بن سعید بن مخنف بن سُلیم الغامدی الأزدی (درگذشته به‌سال ۱۵۷ هجری قمری)، مورخ شیعهٔ اهل کوفه که به‌دلیل نگارش کتابی به‌نام «مقتل‌الحسین» مشهور است. وی در این کتاب عمدهٔ روایات موافق و مخالف دربارهٔ نبرد کربلا را گرد آورده است. ابن ندیم و نجاشی فهرست بلندی از کتاب‌های او را ارائه می‌کنند اما هیچ‌کدام از آن کتاب‌ها به روزگار ما نرسیده است و تنها، محمد بن جریر طبری در کتاب تاریخ طبری، بخش عمده‌ای از کتاب مقتل‌الحسین او را نقل کرده است. همچنین علاوه بر طبری، بلاذری نیز روایت‌هایی از او را نقل کرده است. روایت‌های ابومخنف از حوادث صدر اسلام آن‌چنان دقیق، مفصل و با ذکر جزئیات واقعه است که خواننده را به زوایای مختلف حادثه راهنمایی می‌کند. علاوه بر این، نقل این روایات به‌دور از هرگونه تعصب دینی و قومی است؛ تا آن‌جا که مورخان اهل سنت و شیعه از کتاب‌های او استفاده کرده‌اند. هر چند که در منابع رجالی اهل سنت، محدثان که روی سند احادیث تکیه فراوانی داشتند، مورخانی نظیر ابو مخنف را اخباری خوانده و به عنوان راویان غیرقابل اعتماد می‌شناختند. چرا که این دسته از نویسندگان برآن بوده‌اند که همه اخبار موجود را اعم از درست و نادرست نقل کنند. به نظر محدثان با این شیوه این دسته از کتاب‌ها پرحجم شده و شامل جزییات فراوانی می‌شود. ابو مخنف نیز شامل دسته مورخانی می‌شده که محدثان اهل سنت با تردید در آثار او می‌نگریسته‌اند. ابومخنف توسط رجال شناسان اهل سنت تضعیف شده و ابن عدی(۳۶۵ ه‍.ق) او را شیعی افراطی خوانده است. به هر صورت می‌توان پذیرفت که وی نوعی عقیده به تشیع عراقی دارد؛ در همان حدی که در کوفه رایج بوده است؛ یعنی راجع به خلفای اول و دوم اثباتا و نفیا حرفی نداشته یا سکوت می‌کرده‌اند، اما نسبت به خلیفه سوم انتقادهای تندی داشته، و معاویه را به هیچ عنوان نمی‌پذیرفتند.

## زندگی و خانواده
دربارهٔ ابومخنف، اطلاعات تاریخی اندکی برجای مانده است چنان‌که حتی ترسیم طرحی ساده از احوال وی نیز دشوار است. همین موضوع موجب‌شده تا همگان توجه خود را به اخبار منقول از او معطوف دارند و در این اخبار نیز نکاتی که به روشن‌شدن زندگی او کمک کند، بسیار اندک است. تاریخ تولد ابومخنف بر ما مشخص نیست اما اغلب تاریخ درگذشت وی را سال ۱۵۷ هجری قمری نوشته‌اند. شاید معلوم‌نبودن تاریخ تولد وی موجب اشتباه بعضی از علمای رجال دربارهٔ او شده است چنان‌که برخی او را از اصحاب علی، حسن و حسین برشمرده‌اند و برخی دیگر او را از یاران جعفر صادق می‌دانند. شیخ طوسی نقل می‌کند که ابومخنف از اصحاب علی بن ابی‌طالب و حسن و حسین بوده و خود ابومخنف، علی را ملاقات نکرده است. اما نجاشی او را از راویان جعفر صادق می‌داند و می‌گوید: «گفته‌شده است که او از ابوجعفر هم روایت نقل کرده است… ولی این مطلب صحیح نیست». پس بنابه گفتهٔ نجاشی، او فقط از جعفر صادق روایت می‌کرده است و از اصحاب او به‌شمار می‌رود. حتی از محمد باقر هم روایت نکرده است، تا چه رسد به نقل روایت از علی. به گفتهٔ سزگین، ابومخنف در حدود سال ۷۰ قمری (۶۸۹ میلادی) زاده شده، زیرا از عبدالله بن علقمه خَثْعمی چندین خبر تاریخی روایت کرده است، اما بی‌گمان، میان این عبدالله بن علقمة خثعمی و عبدالله بن ابی اوفی اسلمی خلطی پیش آمده است. همچنین ولهاوزن گفته است که وی در سال ۸۲ قمری در میان‌سالی بوده و دوست محمد بن سائب کلبی به‌شمار می‌رفته است. از استادان و چگونگی زندگانی علمی و تعلیم و تعلم ابومخنف اطلاع دقیقی در دست نیست. ابومخنف در کوفه از خاندانی بزرگ و مشهور از تیرهٔ غامد و از قبیلهٔ بزرگ أزد برخاسته بود. نیای او مخنف بن سلیم براساس گزارش خود ابومخنف در سال ۶ قمری، زمانی که محمد به دعوت ابوظبیان ازدی پرداخت، اسلام آورد. او را در شمار اصحاب آورده‌اند زیرا از محمد احادیثی روایت کرده است.

## مذهب ابومخنف
یولیوس ولهاوزن عقیده دارد که همدلی ابومخنف معطوف به عراق و علی است در برابر شام و امویان؛ ولی دراین‌باره نمی‌توان به گرایش چندانی در او پی برد. اما به‌عقیدهٔ غلامحسین زرگری‌نژاد، دربارهٔ تعلق اعتقادی و سیاسی ابومخنف به علی بن ابی‌طالب و فرزندان او تردیدی نمی‌توان داشت. رسول جعفریان او را شیعهٔ عراقی می‌داند به این معنی که ابومخنف خلافت ابوبکر و عمر را قبول داشت، علی را بر عثمان ترجیح می‌داد ولی او نه امامی و نه زیدی بود.
ولی از روزگاری دور اهل سنت و شیعه، ابومخنف را یک شیعی دو آتشه می‌شناخته‌اند. ابن ندیم دربارهٔ جد دوم ابومخنف که مخنف نام داشته می‌نویسد: إنّ مخنفاً هذا کان من أصحاب علی بن أبی طالب، وقد ورث أبو مخنف من جده؛ یعنی مخنف از یاران علی بن ابی طالب بود و ابوخنف نیز شیعی گری را از جدش به ارث برده است. همچنین بزرگان اهل سنت بر مذهب شیعی ابومخنف تأکید کرده‌اند. صاحب «القاموس» می‌نویسد: إن أبا مخنف إخباریّ شیعی تالف متروک؛ یعنی ابومخنف یک محدث شیعی است که تألیفاتش-بر اثر طعن بر صحابه- متروک است. ابوحاتم رازی نیز به همین دلیل می‌نویسد که ابومخنف متروک الکلام است. إنه متروک الحدیث. دارقطنی نیز می‌نویسد وی این‌گونه است: إخباری متروک الحدیث، و ابن عدی هم می‌نویسد ابومخنف یک شیعه دوآتشه و داغ است و اخبار شیعیان را نقل می‌کند: شیعی محترق، صاحب أخبارهم.

## وثاقت از دیدگاه رجالی
از آنجایی که شیعه و سنی از ابومخنف روایت نقل کرده‌اند، رجال حدیث هر دو گروه در مورد وثاقت احادیث او اظهار نظر کرده‌اند. محدثان که بر روی سند احادیث تأکید فراوانی داشتند، مورخان را که به دنبال جمع‌آوری تمام اخبار بودند را اخباری نامیده و آنان را تضعیف می‌کردند. ابومخنف نیز همانند ابن اسحاق، مدائنی، و واقدی مشمول این قاعده گشته است. ابومخنف توسط رجال سنی تضعیف شده و ابن عدی او را شیعهٔ افراطی خوانده است: «شیعی محترق، صاحب أخبارهم.» ذهبی می‌نویسد: إخباری تالف لا یوثق به. و یحیی بن معین نیز می‌گوید: «لیس بثقة». در مقابل رجال شیعه او را از اصحاب جعفر صادق دانسته و توثیق‌اش کرده‌اند: نجاشی می‌نویسد: «أبو مخنف، شیخ أصحاب الاخبار بالکوفة ووجههم، وکان یسکن إلی ما یرویه». از معاصران، خوئی می‌افزاید: «ثقة مسکون إلی روایته.»

## آثار
گفته می‌شود که ابومخنف برای نگارش تاریخ اسلام، حدود چهل کتاب نوشته‌بود که امروزه فقط نام آن‌ها برجای‌مانده و متن آن‌ها از بین رفته‌اند. البته برخی از آثار وی توسط تاریخ‌نگاران بعدی مورد استفاده قرار گرفته‌اند. به‌گفتهٔ یولیوس ولهاوزن، ابومخنف با علاقهٔ خاص و به تفصیل، موضوعات مربوط به خوارج و قیام‌های شیعه و شورش عراقی‌ها را مورد بررسی قرار می‌دهد و بیش‌تر، روایات کوفی را نقل می‌کند.
کتاب‌های او به‌احتمال زیاد از زمرهٔ آثاری بوده که انتشار گسترده داشته و به‌ویژه شیعیان، آن‌ها را مشتاقانه می‌خوانده‌اند. برخی از تألیفات به‌دست‌آمده که منسوب به اوست، ظاهراً پاکسازی‌های بسیار آزاد متأخری است که به‌مرور زمان تفاوت‌های بیش‌تری با متن اصلی پیدا کرده است. با این حال این آثار دارای هسته‌ای اصلی و در برخی جاها شامل متن تغییرنیافته است، چنانچه فردیناند ووستنفلد در مورد هر ۲ کتاب مقتل‌الحسین و المختار الثقفی این نکته را دریافته است.
مهم‌ترین اثر ابومخنف، گزارشی از نبرد کربلا است که به نام «کتاب مقتل الحسین» معروف است. این کتاب از مهم‌ترین منابع برای بررسی تاریخی این واقعه به‌شمار می‌آید. نسخهٔ خطی از این کتاب در برلین نگهداری می‌شود و لئورا وچا ولیری آن را تماماً معتبر نمی‌داند. متن اصلی این اثر از میان رفته است و در حال حاضر متنی به نام «مقتل ابومخنف» در دست داریم که حاوی روایاتی سست و ناهمگون است که هرگز مورد اعتماد مورخان و پژوهشگران قرار نگرفته و اعتبار آن مورد تردید است. اکنون چندین نسخه به نام‌های مقتل‌الحسین یا اخبار مقتل‌الحسین یا مَصرَع‌الحسین و ماجری له در کتابخانه‌ها هست، اما به سبب تصرفاتی که در آن‌ها شده، هیچ‌یک را نمی‌توان مسلماً تألیف کامل ابومخنف پنداشت. کتابی هم که به نام مقتل الحسین یا مقتل ابی مخنف بارها در عراق و ایران چاپ‌شده و در صدر اسناد آن، ابومخنف از شاگردش هشام کلبی روایت کرده و نیز به دلیل‌های متعدد دیگر بی‌شک مجعول است. حتی میان یکی از نسخ این اثر منسوب، با کتابی که در همین موضوع به عالم شیعی، سید بن طاووس نسبت داده شده —یعنی لهوف—، اشتراک بسیار دیده می‌شود، بدان حد که تألیف یکی از روی دیگری، احتمال داده شده است. با این حال، کتاب ابومخنف به سبب اهمیت و ارزشی که داشته است مورد توجه مورخان و محققان قرار گرفت و بسیاری از مورخان قرون بعدی، متن آن را به طرق مختلف در آثار خویش آورده‌اند. احتمالاً متن کتاب ابومخنف تا حدود قرن چهارم هجری باقی بوده است؛ زیرا محمد بن جریر طبری در تاریخ طبری آن را بی‌واسطه بازگو کرده است. اما دقیقاً نمی‌توان گفت طبری تا چه اندازه در نقل کامل این اثر امانت به خرج داده، اما به هر حال، مهم‌ترین مآخذ مستند نویسندگان بعدی دربارهٔ واقعهٔ کربلا همین اثری است که به مقتل ابی مخنف شهرت یافته است. طبری به‌روشنی توضیح نداده است که وی این روایات ابومخنف را چگونه و از چه طریقی به دست آورده است. آیا متن کامل مقتل‌الحسین را در دست داشته و گزیده‌ای از روایات موجود در آن متن را گزارش کرده است یا آنکه وی نیز آن روایات را از طریق نوشته‌ای دیگر به‌دست آورده است؟ مجموع روایات طبری دربارهٔ نبرد کربلا از طریق ابومخنف، ۱۲۶ روایت است که از این تعداد، ۱۰۰ روایت به‌طور مستقیم از مقتل ابومخنف گرفته‌شده و ۱۰ روایت نیر روایاتی‌ست که طبری آن‌ها را با واسطهٔ هشام بن محمد کلبی از ابومخنف ذکر کرده است.
این اثر بعدها مورد توجهٔ دیگر علمای امامی قرار گرفت و آن‌ها در گزارش واقعهٔ کربلا به این کتاب استناد بسیاری کردند.
تردید دربارهٔ کتاب‌های مقتل منسوب به ابومخنف موجب‌شده تا روایت طبری از او اهمیت بیشتری یابد و به همین سبب، برخی بر آن شدند تا آن منقولات را از تاریخ طبری بیرون کشند و جداگانه منتشر سازند. این منقولات نخستین بار به نام مقتل الحسین به کوشش حسن غفاری در ۱۳۹۸ قمری در قم به چاپ رسید. سپس همان اثر به همان طریق به نام وقعةالطفّ در ۱۳۶۷ خورشیدی در قم به کوشش محمد هادی یوسفی غروی، همراه با مقدمه‌ای در معرفی ابومخنف و کتاب مقتل الحسین و همچنین فهرست‌های گوناگونی از شیوخ و راویان مؤلف با توضیحات و تعلیقات منتشر شد.
اگرچه از میان‌رفتن تمام آثار ابومخنف، بررسی مستقیم آثار وی و نقد و ارزیابی محتوای آن‌ها را نامیسر ساخته و حتی داوری جدی و استوار در باب شخصیت علمی خود او را نیز دشوار می‌سازد. اما می‌توان از طریق وارسی مقتل‌الحسین او، یعنی کتابی که بخش عمده‌ای از آن توسط طبری برجای مانده و به دست ما رسیده است؛ همچنین به یاری پراکنده‌هایی از روایات وی در منابع روایی و تاریخی قرون اولیه، تا حد زیادی هم به خصایص روش‌شناختی ابومخنف در گردآوری و تنظیم و تدوین اخبار و حوادث تاریخی پی برد و هم بر عرصه‌هایی از شخصیت وی وقوف یافت.
ابومخنف در مقتل‌الحسین، اصل را بر جمع‌آوری همهٔ مسموعات گذارد و همهٔ آنچه را که شنیده بود، روایت کرد. به‌خلاف ابن اسحاق، واقدی، ابن سعد و معاصران ایشان که عمدتاً به نقل روایات موافقان توجه داشتند، ابومخنف نه تنها در گزارش تاریخ کربلا به روایت گزارش‌های مخالفان و قاتلان حسین و یارانش توجه کرده، بلکه کوشیده است تا در پرتو این دست از روایات که خود نیز به اعتبار و ارزش آن‌ها اعتقادی نداشته، بخشی از باورهای نادرستی را که در میان برخی از مردم رواج داشته است، منعکس کند.